# 2892 Filipenko
2892 Filipenko eller 1983 AX2 är en asteroid i huvudbältet som upptäcktes den 13 januari 1983 av den rysk-sovjetiska astronomen Ljudmila Karatjkina vid Krims astrofysiska observatorium på Krim. Den har fått sitt namn efter kirurgen Aleksandr Filipenko.
Asteroiden har en diameter på ungefär 69 kilometer.